# Fernando Eandi
Fernando Eandi, né en 1926 à Turin, et mort le 12 février 2018,, est un peintre italien qui a été actif entre le XXe siècle et le XXIe siècle.

## Biographie
Fernando Eandi, peintre et graveur, est né à Turin en 1926. C'est là qu'il a fréquenté l'école d'arts décoratifs de l'Académie Albertina des Beaux-Arts.
Il commence sa carrière officielle d'artiste immédiatement après la guerre. Années d'apprentissage, avec un long séjour à Rome et de fréquents voyages dans d'importantes expositions collectives nationales auxquelles il a participé depuis 1952, exposant à Turin, suivie par Milan (Premio S. Fedele 1955, Premio Marzotto 1956 et XXI Biennale 1960), La Spezia, Perugia, Arezzo.

## Œuvres
- Femme et fenêtre, 1970, 1971
- Les gens aux jardins, 1973
- Ville Mort, 1976
- Ville sur le rocher, 1976
- Mon fleuve, 1979
- Venise, 1979
- Hiver, 1980
- Femme dans le studio, 1981